# Аліф

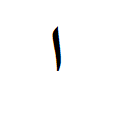
Ізольована форма літери

Алі́ф (араб. الألِف; ’аліф) — перша літера арабської абетки. Її вживають для позначення довгого звука /aː/ або (рідше) гортанного зімкнення. Крім того, якщо слово починається з беззвучного приголосного, то перед ним з'являється аліф, який позначатиме короткий «і» (іноді, в наказовій формі — звук «у»).
В ізольованій та кінцевій позиціях аліф має вигляд ﺍ; в серединній та початковій позиціях — ﺎ.
Аліф належить до місячних літер.
Літері відповідає число 1.
В перській мові ця літера має назву алеф (перс. الِف), звучить як [ɒ] або передає гортанне зімкнення [ʔ].

## В юнікоді
| Юнікод         | U+0627             |
| Ім'я в юнікоді | ARABIC LETTER ALEF |
| HTML           | &#1575;            |
| ISO 8859-6     | 0xc7               |